# Первомайское (Калмыкия)
Первомайское — бывшее село в Городовиковском районе Калмыкии. Располагалось в 5 км к северу от центра города. Включено в состав Городовиковска, в настоящее время территориально обособленная часть города.

## История
Основано как хутор Абганер Верхний. Дата основания не установлена.
Летом 1942 года хутор, как и другие населённые пункты Западного района (улуса), был оккупирован. Освобождён в январе 1943 года бойцами 28-й армии и 110-й отдельной калмыцкой кавалерийской дивизии.
28 декабря 1943 года калмыцкое население было депортировано. После ликвидации Калмыцкой АССР посёлок входил в состав Западного района Ростовской области. В августе 1949 года переименован в село Первомайское, Абганеровский сельсовет — в Первомайский. Возвращено вновь образованной Калмыцкой автономной области в январе 1957 года (с 1958 года — Калмыцкая АССР).